# Jorn Barger
Jorn Barger (1953) è un blogger statunitense, teorico della rete di fama mondiale noto per aver coniato il termine "weblog" il 17 dicembre 1997.
Originario di Mountainair, New Mexico, la visione di Barger del web come una "rete a maglie" continua a influenzare la cultura dei blog ancora oggi.

## Carriera
Barger è noto principalmente per il suo contributo alla nascita dei blog. Il suo sito, Robot Wisdom, è stato uno dei primi esempi di blog come lo conosciamo oggi, una raccolta di link e di pensieri che "loggavano" i suoi viaggi attraverso il web. Barger ha anche scritto saggi ampiamente apprezzati su temi come James Joyce e l'intelligenza artificiale

## Controversie
Nel corso della sua carriera, Barger ha affrontato anche diverse controversie, in particolare riguardo alle sue opinioni sulla politica israeliana, che hanno sollevato dibattiti e portato a accuse di antisemitismo.

## L'eredità e l'impatto
Nonostante l'evoluzione del web e del blogging, le intuizioni e i consigli di Barger, come quelli che ha condiviso nel suo articolo del 2007 su Wired, rimangono rilevanti. Questi consigli continuano a fornire un quadro per i nuovi blogger, sottolineando l'importanza della condivisione, dell'umiltà, dell'autenticità e dell'ingegnosità nella navigazione e nell'espressione nel vasto universo del web.
Nel 2023, l'articolo di Barger del 2007 è stato riscoperto e discusso in un articolo di Twbit. Questo articolo ha sottolineato l'attualità dei consigli di Barger e il loro impatto duraturo sulla cultura dei blog.